# Karl-Johan Johnsson
Karl-Johan Johnsson (ur. 28 stycznia 1990) – szwedzki piłkarz grający na pozycji bramkarza. W sezonie 2023/24 zawodnik Girondins Bordeaux.

## Kariera klubowa
Johnsson zaczął grę w piłkę w Ränneslövs GIF. W 2005 roku w wieku 15 lat Johnsson przeszedł do Halmstads BK. W 2008 roku spędził tydzień na testach w Manchesterze City. 1 stycznia 2013 roku podpisał kontrakt z NEC Nijmegen na zasadzie wolnego transferu. W latach 2014–2016 grał w Randers FC. Latem 2016 trafił do En Avant Guingamp. W 2019 roku został piłkarzem FC København. Cztery lata później został zawodnikiem Girondins Bordeaux.
| Sezon   | Klub               | Kraj     | Rozgrywki   | Mecze | Bramki | Rozgrywki Europy                     | Mecze | Bramki |
| ------- | ------------------ | -------- | ----------- | ----- | ------ | ------------------------------------ | ----- | ------ |
| 2008    | Halmstads BK       | Szwecja  | Allsvenskan | 1     | 0      | –                                    | –     | –      |
| 2009    | Halmstads BK       | Szwecja  | Allsvenskan | 3     | 0      | –                                    | –     | –      |
| 2010    | Halmstads BK       | Szwecja  | Allsvenskan | 9     | 0      | –                                    | –     | –      |
| 2011    | Halmstads BK       | Szwecja  | Allsvenskan | 24    | 0      | –                                    | –     | –      |
| 2012    | Halmstads BK       | Szwecja  | Superettan  | 30    | 0      | –                                    | –     | –      |
| 2012/13 | NEC Nijmegen       | Holandia | Eredivisie  | 1     | 0      | –                                    | –     | –      |
| 2013/14 | NEC Nijmegen       | Holandia | Eredivisie  | 29    | 0      | –                                    | –     | –      |
| 2014/15 | Randers FC         | Dania    | Superligaen | 32    | 0      | –                                    | –     | –      |
| 2015/16 | Randers FC         | Dania    | Superligaen | 32    | 0      | Liga Europy UEFA                     | 4     | 0      |
| 2016/17 | En Avant Guingamp  | Francja  | Ligue 1     | 37    | 0      | –                                    | –     | –      |
| 2017/18 | En Avant Guingamp  | Francja  | Ligue 1     | 38    | 0      | –                                    | –     | –      |
| 2018/19 | En Avant Guingamp  | Francja  | Ligue 1     | 17    | 0      | –                                    | –     | –      |
| 2019/20 | FC København       | Dania    | Superligaen | 29    | 0      | Liga Mistrzów UEFA, Liga Europy UEFA | 12    | 0      |
| 2020/21 | FC København       | Dania    | Superligaen | 23    | 0      | Liga Europy UEFA                     | 3     | 0      |
| 2021/22 | FC København       | Dania    | Superligaen | 0     | 0      | Liga Konferencji Europy UEFA         | 3     | 0      |
| 2022/23 | FC København       | Dania    | Superligaen | 4     | 0      | –                                    | –     | –      |
| 2023/24 | Girondins Bordeaux | Francja  | Ligue 2     | 0     | 0      | –                                    | –     | –      |

Stan na: 19 września 2023

## Kariera reprezentacyjna
W reprezentacji Szwecji zadebiutował w 2012 roku w meczu z Katarem. Był powoływany na Mistrzostwa Świata 2018 oraz Euro 2020, jednak nie rozegrał na nich ani jednego spotkania.